# Rally Villa de Llanes de 2010
El Rally Villa de Llanes de 2010 fue la 34.ª edición y la octava ronda de la temporada 2010 del Campeonato de España de Rally. Se celebró del 2 al 3 de octubre y contó con un itinerario de ocho tramos sobre asfalto que sumaban un total 154,50 km cronometrados.

## Itinerario
| Día   | Tramo | Nombre           | Distancia |
| ----- | ----- | ---------------- | --------- |
| Día 1 | TC1   | La Tornería      | 11,37 km  |
| Día 1 | TC2   | Arriondas-Carmen | 22,20 km  |
| Día 1 | TC3   | La Tornería      | 11,37 km  |
| Día 1 | TC4   | Arriondas-Carmen | 22,20 km  |
| Día 1 | TC5   | Nueva            | 19,90 km  |
| Día 1 | TC6   | Siejo-Puertas    | 23,78 km  |
| Día 1 | TC7   | Nueva            | 19,90 km  |
| Día 1 | TC8   | Siejo-Puertas    | 23,78 km  |

## Clasificación final
| Pos. | Piloto                | Copiloto             | Automóvil               | Tiempo    | Diferencia |
| ---- | --------------------- | -------------------- | ----------------------- | --------- | ---------- |
| 1.   | Alberto Hevia         | Alberto Iglesias Pin | Škoda Fabia S2000       | 1:37:20.1 | 0.0        |
| 2.   | Enrique García Ojeda  | Pablo Marcos Secades | Škoda Fabia S2000       | 1:37:38.2 | +18.1      |
| 3.   | Miguel Ángel Fuster   | Ignacio Aviñó        | Porsche 997 GT3 RS 3.6  | 1:37:47.7 | +27.6      |
| 4.   | Pedro Burgo           | Marcos Burgo         | Mitsubishi Lancer Evo X | 1:39:52.5 | +2:32.4    |
| 5.   | Xabier Lujua          | Jesús Estrada        | Ford Fiesta S2000       | 1:40:03.4 | +2:43.3    |
| 6.   | Jonathan Pérez        | Enrique Velasco      | Peugeot 207 S2000       | 1:41:04.6 | +3:44.5    |
| 7.   | José Antonio Suárez   | Cándido Carrera      | Renault Clio R3         | 1:45:00.9 | +7:40.8    |
| 8.   | Aquilino Sánchez Díaz | David Sánchez        | Renault Clio Sport      | 1:47:10.2 | +9:50.1    |
| 9.   | Fran Cima             | Pablo González       | Mitsubishi Lancer Evo X | 1:50:09.2 | +12:49.1   |
| 10.  | Pelayo Fernández      | Antonio Longoria     | Peugeot 106 S16         | 1:51:48.5 | +14:28.4   |